# Бујра (покрајина)
Бујра (арап. ولاية البويرة, берб. ⵜⵓⴱⵉⵔⴻⵜ), једна је од 48 покрајина у Народној Демократској Републици Алжир. Покрајина се налази у северном делу земље у планинском појасу венца Атласа.
Покрајина Бујра покрива укупну површину од 4.439 km² и има 694.750 становника (подаци из 2008. године). Највећи град и административни центар покрајине је град Бујра.